# Морозов, Иван Александрович
Ива́н Алекса́ндрович Моро́зов (14 января 1920, село Лебедин Шполянской волости Звенигородского уезда Киевской губернии — 22 марта 2010, город Москва) — Герой Советского Союза (1945), полковник-инженер (1971).

## Биография
Родился 14 января 1920 года в селе Лебедин Шполянской волости Звенигородского уезда Киевской губернии. С 1927 года жил в городе Ирмино (ныне в черте города Стаханов Луганской области, Украина). В 1938 году окончил 10 классов школы.
В армии с сентября 1938 года. В 1940 году окончил Харьковское артиллерийское училище. Служил командиром взвода и командиром батареи в артиллерии (в Приволжском военном округе).
Участник Великой Отечественной войны: в июле 1941 года — командир батареи 177-го отдельного дивизиона противотанковой обороны (Западный фронт). Участвовал в оборонительных боях на полоцком направлении; попал в окружение, но вскоре прорвался к своим. В июле-сентябре 1941 — командир батареи 45-мм миномётов 206-го запасного стрелкового полка, в сентябре-октябре 1941 — командир артиллерийского парка 9-го гвардейского миномётного полка (Западный фронт). Участвовал в оборонительных боях на мценском направлении. В конце октября 1941 года попал в окружение, но через неделю с тремя бойцами перешёл линию фронта.
В ноябре 1941 года — помощник военного коменданта города Михайлов (Рязанская область), в ноябре-декабре 1941 — начальник артиллерии 1-го Рязанского добровольческого рабочего полка.
В феврале 1942 — марте 1943 — заместитель командира батареи 355-го отдельного артиллерийского пулемётного батальона, в апреле 1943 — декабре 1944 — заместитель командира батареи и командир батареи 76-мм пушек 940-го артиллерийского полка, в декабре 1944 — марте 1945 — в распоряжении отдела кадров 69-й армии. Воевал на Северо-Западном, 2-м Прибалтийском и 1-м Белорусском фронтах. Участвовал в блокаде и ликвидации демянского плацдарма противника, наступательных боях на старорусском направлении, Люблин-Брестской и Варшавско-Познанской операциях.
Особо отличился при форсировании реки Висла. В ночь на 31 июля 1944 года батарея под его командованием своим огнём обеспечила захват плацдарма в районе города Пулавы (Польша). В течение трёх дней артиллеристы батареи вместе с воинами стрелковых подразделений отразили на плацдарме 10 контратак, уничтожив несколько танков и большое количество пехоты.
За мужество и героизм, проявленные в боях, Президиума Верховного Совета СССР от 21 февраля 1945 года капитану Морозову Ивану Александровичу присвоено звание Героя Советского Союза с вручением ордена Ленина и медали «Золотая Звезда».
После войны до 1950 года служил командиром батареи и заместителем командира дивизиона в артиллерии (в Прикарпатском военном округе). В 1956 году окончил Военную артиллерийскую инженерную академию имени Ф. Э. Дзержинского. В марте-июле 1956 — старший инженер лаборатории Главного научно-исследовательского артиллерийского полигона. В 1956—1958 — преподаватель артиллерийских приборов в Тамбовском артиллерийско-техническом училище, в 1958—1959 — начальник курса в Киевском высшем артиллерийском инженерном училище.
В 1959—1961 — главный инженер подвижных ремонтно-технических баз РВСН (в Группе советских войск в Германии). В 1961 году окончил Артиллерийские инженерно-технические курсы Пензенского высшего артиллерийского инженерного училища. Служил заместителем старших военных представителей в военных приёмках. С августа 1971 года полковник-инженер И. А. Морозов — в запасе.
В 1971—1981 годах работал инженером во Всесоюзном научно-исследовательском экспериментально-конструкторском институте продовольственного машиностроения.
Жил в Москве. Умер 22 марта 2010 года. Урна с прахом захоронена в колумбарии на Ваганьковском кладбище.

## Награды
- Герой Советского Союза (21.02.1945);
- орден Ленина (21.02.1945);
- орден Отечественной войны 1-й степени (11.03.1985);
- орден Отечественной войны 2-й степени (14.08.1944);
- два ордена Красной Звезды (20.07.1943; 5.11.1954);
- две медали «За боевые заслуги» (10.06.1944; 20.06.1949);
- другие медали.